# Damián Castillo Durán
Damián Castillo Durán (Guararé, 14 de abril de 1926-Panamá, 1 de julio de 2011) fue un político panameño. Fue contralor general de la República de Panamá (1971-1982) y Director de la Caja del Seguro Social (1970-1971).
Como contralor general de la República de Panamá creó el sistema de registro presupuestario en línea, el Centro de Orientación Infantil y el proyecto de vivienda para los empleados de la Contraloría en Cerro Viento y Cerro Batea. Impulsó el desarrollo de las instalaciones de la Casa Club y del Conjunto Folclórico de la Contraloría. Fue promotor de los deportes, difusor de la informática, del control y la integración contable.

## Publicaciones
- La Caja no está en quiebra. CELA. 1991. ISBN 8483850141